# Sossusvlei

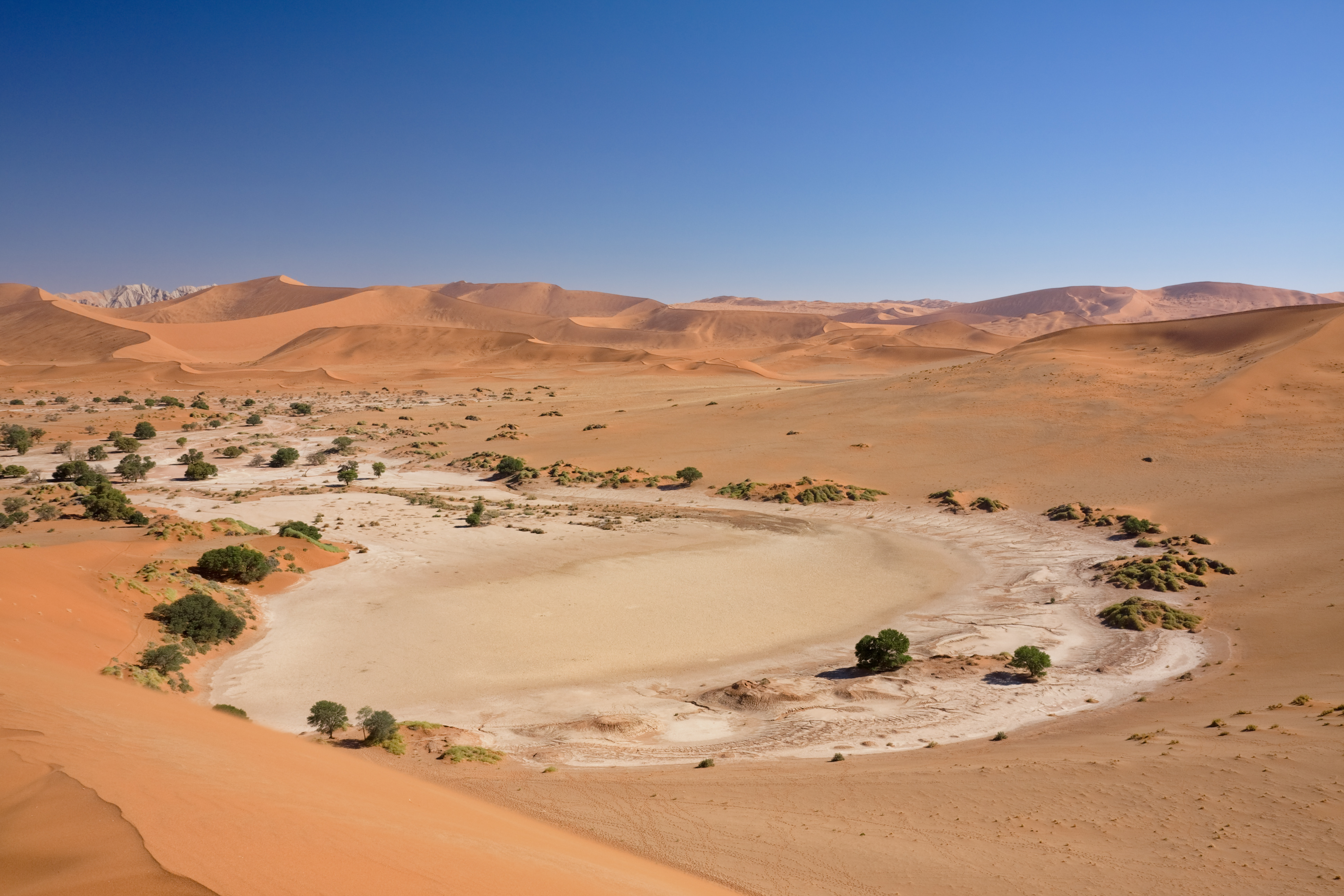
O lago seco de Sossusvlei

Sossusvlei é um lago seco de sal e argila rodeado por dunas vermelhas na parte sul do Deserto da Namíbia no Parque Nacional Namib-Naukluft da Namíbia. É uma das principais atrações turísticas do país.

## Etimologia
"Vlei" deriva do Africâner e significa "pântano" enquanto "sossus" é uma palavra no idioma Nama que significa "sem retorno".[carece de fontes?]

## Imagens adicionais

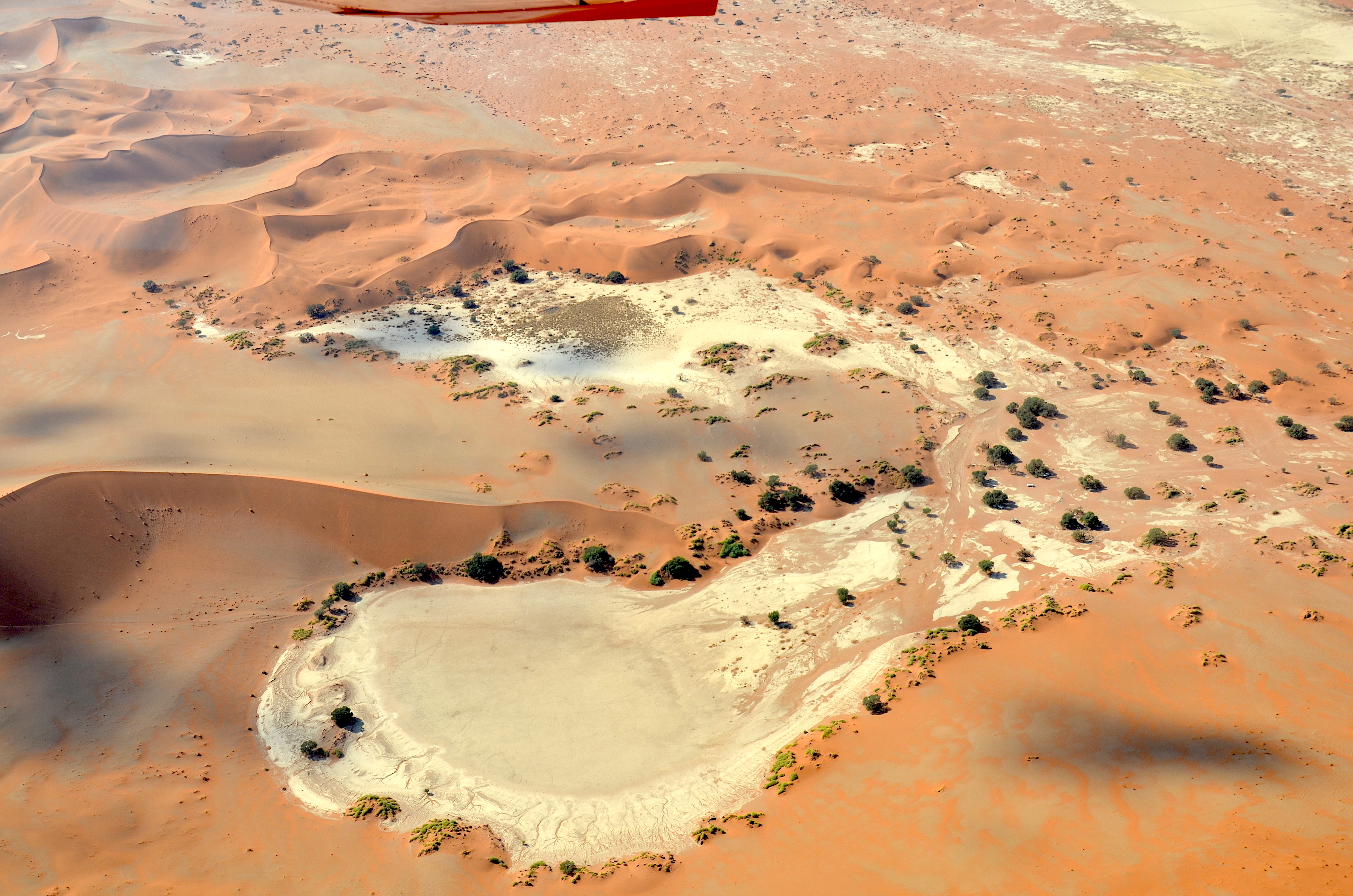
Vista aérea de Sossusvlei (2017)
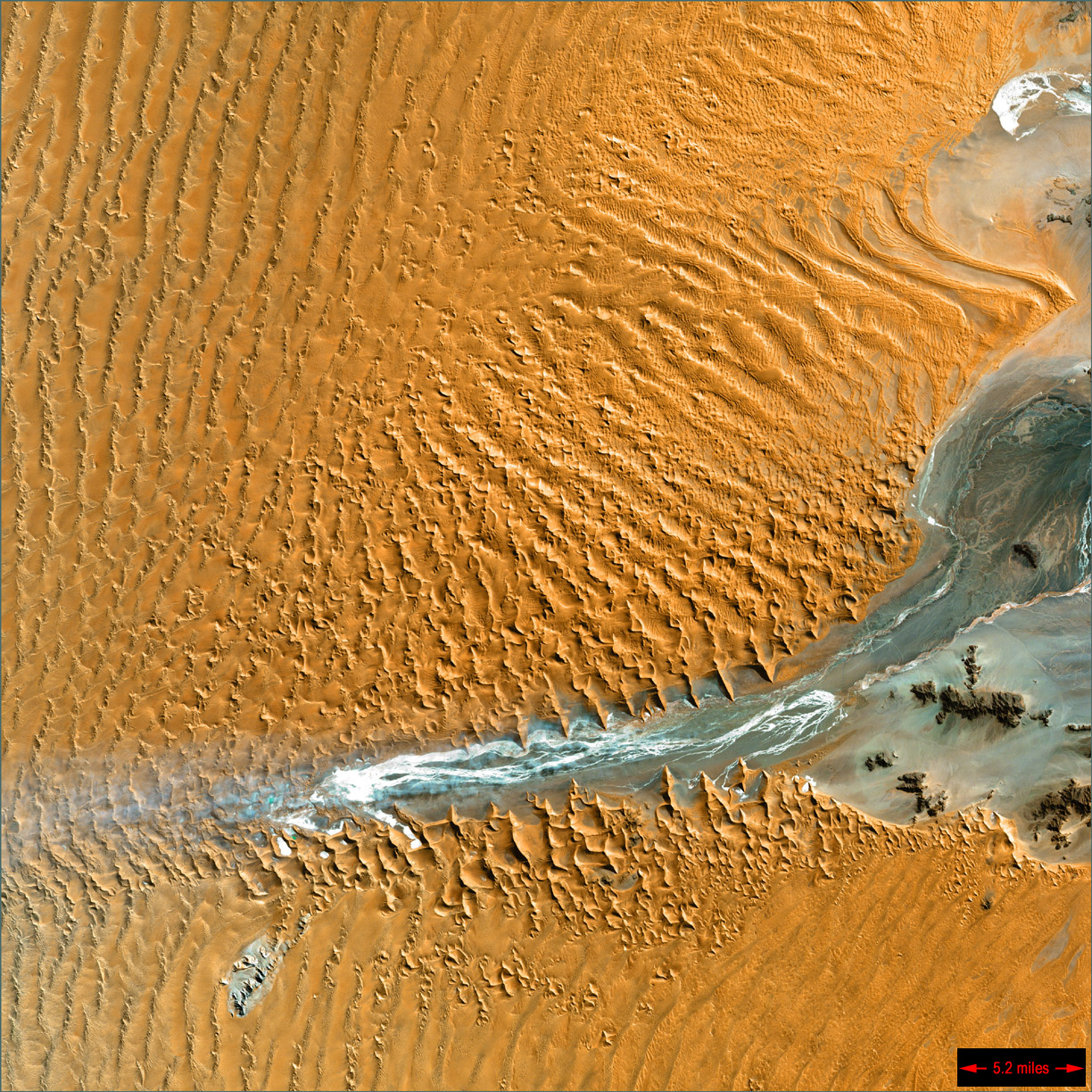
Imagem de satélite de Sossusvlei (Landsat 7)
A área de Sossusvlei. O Sossusvlei pan propriamente dito é a elipse plana em um tom mais claro de cor vista atrás da duna em primeiro plano
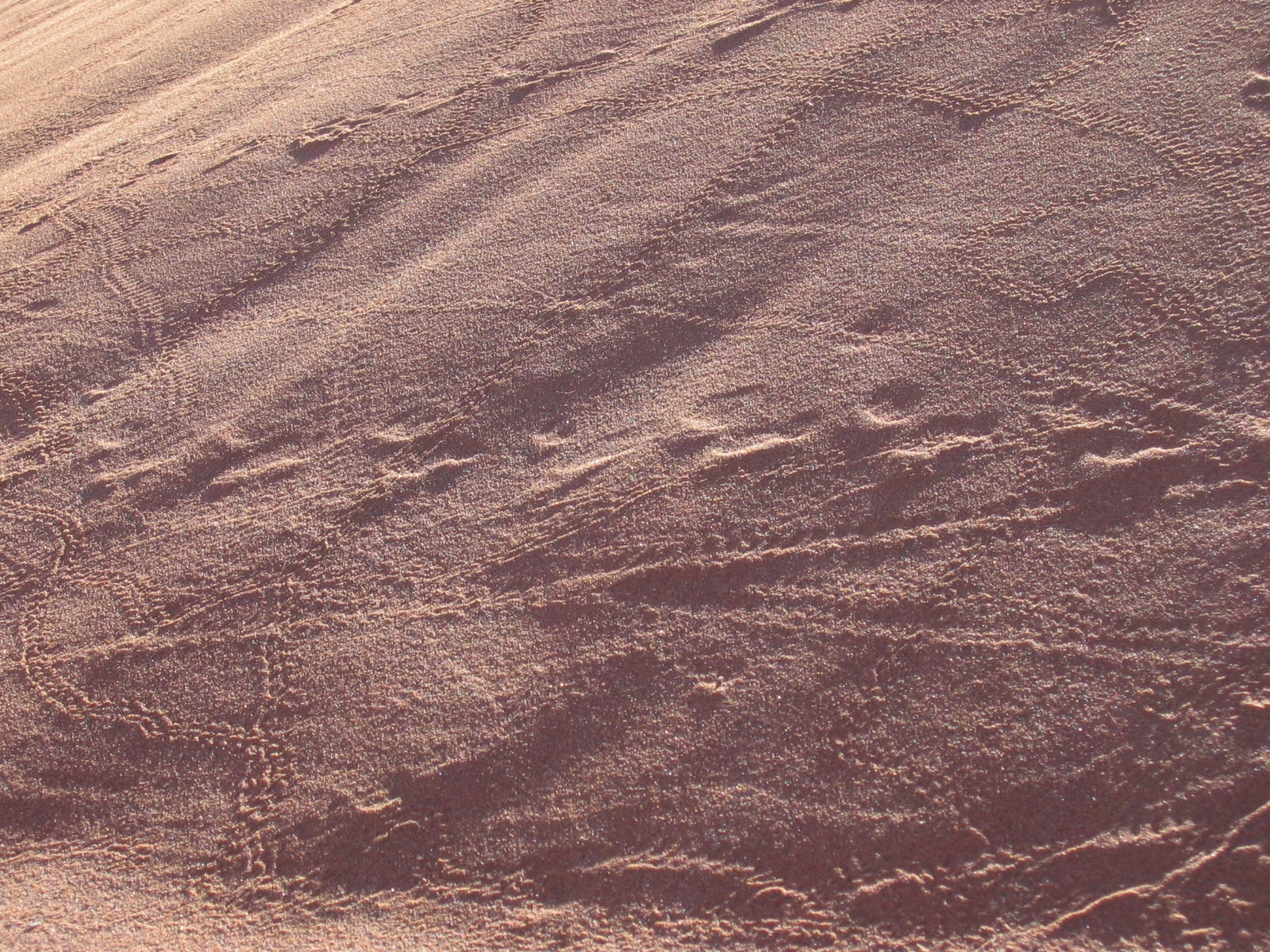
Traços na areia, deixados por insetos e outros pequenos animais